# Twice in a Blue Moon
Twice in a Blue Moon is het derde studioalbum van de Nederlandse tranceartiest Ferry Corsten dat onder zijn eigen naam werd gepubliceerd. Het album werd uitgebracht op 1 november 2008 en telt 12 nummers.
Het album bevat meer elektronische en electro-stijl invloeden. Er zijn vier nummers van het album uitgebracht als single.
In de Nederlandse Album Top 100 bereikte het album de 23e plek.

## Nummers
Het album bevat de volgende nummers:
| 1.                   | Shelter Me           | Julia Messenger | 5:49 |
| 2.                   | Black Velvet         |                 | 5:43 |
| 3.                   | We Belong            | Maria Nayler    | 7:58 |
| 4.                   | Gabriella's Sky      |                 | 7:03 |
| 5.                   | Made of Love         | Betsie Larkin   | 8:58 |
| 6.                   | Radio Crash          |                 | 7:20 |
| 7.                   | Twice in a Blue Moon |                 | 7:32 |
| 8.                   | Feel You             | Betsie Larkin   | 5:17 |
| 9.                   | Life                 | Ben Cullum      | 6:15 |
| 10.                  | Brain Box            |                 | 8:10 |
| 11.                  | Shanti               |                 | 7:06 |
| 12.                  | Visions of Blue      |                 | 2:11 |
| Totale duur: 1:10:08 |                      |                 |      |

## Medewerkers
- Ferry Corsten – componist, producent
- Julia Messenger, Maria Nayler, Betsie Larkin, Ben Cullum - vocalisten